# Brit Guyana az 1956. évi nyári olimpiai játékokon
Brit Guyana az ausztráliai Melbourne-ben és a svédországi Stockholmban megrendezett 1956. évi nyári olimpiai játékok egyik részt vevő nemzete volt. Az országot az olimpián 2 sportágban 4 sportoló képviselte, akik érmet nem szereztek.

## Atlétika
Férfi
| Versenyző     | Versenyszám | Előfutam | Előfutam | Negyeddöntő | Negyeddöntő | Elődöntő | Elődöntő | Döntő   | Döntő    |
| Versenyző     | Versenyszám | Idő      | Hely.    | Idő         | Hely.       | Idő      | Hely.    | Idő     | Helyezés |
| ------------- | ----------- | -------- | -------- | ----------- | ----------- | -------- | -------- | ------- | -------- |
| Oliver Hunter | 100 m       | 11,1     | 5.       | kiesett     | kiesett     | kiesett  | kiesett  | kiesett | kiesett  |
| Oliver Hunter | 200 m       | 22,4     | 4.       | kiesett     | kiesett     | kiesett  | kiesett  | kiesett | kiesett  |

Női
| Versenyző           | Versenyszám | Előfutam | Előfutam | Elődöntő | Elődöntő | Döntő   | Döntő    |
| Versenyző           | Versenyszám | Idő      | Hely.    | Idő      | Hely.    | Idő     | Helyezés |
| ------------------- | ----------- | -------- | -------- | -------- | -------- | ------- | -------- |
| Claudette Masdammer | 100 m       | 12,7     | 5.       | kiesett  | kiesett  | kiesett | kiesett  |
| Claudette Masdammer | 200 m       | 25,4     | 4.       | kiesett  | kiesett  | kiesett | kiesett  |

## Súlyemelés
| Versenyző        | Versenyszám | Nyomás   | Nyomás   | Szakítás | Szakítás | Lökés    | Lökés    | Összesen | Helyezés |
| Versenyző        | Versenyszám | Eredmény | Helyezés | Eredmény | Helyezés | Eredmény | Helyezés | Összesen | Helyezés |
| ---------------- | ----------- | -------- | -------- | -------- | -------- | -------- | -------- | -------- | -------- |
| Michael Swain    | 56 kg       | 80,0     | =12.     | 82,5     | 12.      | 110,0    | =13.     | 272,5    | =13.     |
| Winston McArthur | 75 kg       | 100,0    | =12.     | 112,5    | =6.      | 140,0    | 11.      | 352,5    | 11.      |